# Jugoslaviska köket
Jugoslaviska köket är ett samlingsnamn för de matkulturer som samlades i det före detta Jugoslavien. Matkulturen i det forna Jugoslavien varierade väldigt mellan olika regioner eftersom området under flera århundraden ingick i olika stadsbildningar, däribland Osmanska riket, Österrike-Ungern och Republiken Venedig. De dåtida regionala (idag nationella köken) hade därför tydliga influenser av orientalisk, italiensk och tysk matkultur. Till exempel så var och är det dalmatinska köket tydligt präglat av italiensk matkultur medan bosnienkroater i det närliggande Hercegovina har en matkultur som i större utsträckning är präglad av det ungerska och turkiska köket.